# Bayan Hushuo
Bayan Hushuo (kinesiska: 巴彦琥硕, 巴彦琥硕镇) är en socken i Kina. Den ligger i den autonoma regionen Inre Mongoliet, i den norra delen av landet, omkring 660 kilometer nordost om regionhuvudstaden Hohhot.
Genomsnittlig årsnederbörd är 537 millimeter. Den regnigaste månaden är juni, med i genomsnitt 159 mm nederbörd, och den torraste är december, med 3 mm nederbörd.